# Локалита Вја Кремона (Павија)
Локалита Вја Кремона је насеље у Италији у округу Павија, региону Ломбардија.
Према процени из 2011. у насељу је живело 20 становника. Насеље се налази на надморској висини од 66 м.